# Contactmetamorfose
Contactmetamorfose is in de geologie de vorm van metamorfose die plaatsvindt wanneer een magmatische intrusie een gesteente binnendringt en door de hoge temperatuur de mineralogische samenstelling van het omringende gesteente verandert.

## Voorkomen
Contactmetamorfe gesteenten komen veelal voor in vulkanische gebieden, maar ook daarbuiten. Wanneer een magma het aardoppervlak niet bereikt, maar onder het oppervlak een batholiet vormt, ondervindt het oorsprongsgesteente om die batholiet heen invloed van het hete magma. Hierdoor vinden mineralogische veranderingen in het gesteente plaats.
Bij het intruderen van magma, zal de hete magma warmte afstaan aan zijn omgeving, die door conductie door het omliggende gesteente verspreidt. Hoe verder van de intrusie af, hoe kleiner de toename in temperatuur in het gesteente en hoe laaggradiger de metamorfose. Dit effect zorgt voor een zonering in de metamorfe graad rondom de intrusie, een zogenaamde contactaureool.
Wanneer een intrusie dieper in de korst plaatsvond, waar een hogere temperatuur heerst, zal het afkoelen langzamer gaan en de contactaureool rondom de intrusie groter zijn. Vaak zijn contactaureolen aan de oorspronkelijke bovenzijde van een intrusie daarom dunner dan aan de onderzijde. Daarnaast zorgt de hogere temperatuur op grote diepte wel voor een kleiner temperatuurcontrast met de magma, wat het effect van metamorfose juist verkleint.